# Agusta A.101
Agusta A.101 (původním označením AZ.101) byl prototyp velkého transportního vrtulníku vzniklý v 60. letech 20. století u italské společnosti Agusta. Navzdory předběžnému zájmu ze strany ozbrojených sil Itálie i některých jiných zemí se pro typ nepodařilo získat žádnou závaznou objednávku, a v roce 1971 byl projekt opuštěn.

## Vznik a vývoj
A.101 byl konvenčně uspořádaný vrtulník se třemi turbohřídelovými motory pohánějícími pětilistý hlavní rotor a šestilistý vyrovnávací rotor, s pevným podvozkem příďového typu. Trup disponoval nakládací rampou na zádi a dvěma rozměrnými odsuvnými dveřmi na bocích. Prototyp poháněný motory Rolls-Royce Gnome sice nedosahoval takových výkonů jako francouzský Super Frelon, ale A.101 byl stabilnější, méně trpěl vibracemi a jeho trup měl větší kapacitu.
Finální stádium projektu představoval návrh na prodloužení trupu o 3 m a instalaci výkonnějších variant motorů General Electric T58. To vedlo ke značnému zlepšení očekávaných výkonů, ale italská vláda dala před dalším vývojem domácího stroje přednost výrobě licenčních variant typu SH-3 Sea King, jejichž výrobu objednala u firmy Agusta.
Jediný vyrobený A.101 byl na podzim 1968 převzat italským Aeronautica Militare, které jej podrobilo zkouškám na základně v Pratica di Mare, trvajícím až do léta 1971. V současnosti je vystaven v muzeu společnosti Agusta v Cascina Costa.

## Varianty
A.101D
Původní koncept konstruktéra Filippo Zappaty (označovaný také jako AZ.101), vystavený v podobě makety ve skutečné velikosti na milánském veletrhu v dubnu 1958. Plánovanou pohonnou jednotku představovala trojice motorů Turbomeca Turmo, každý o výkonu 750 hp (559 kW).
A.101G
Jediný vyrobený prototyp, poháněný třemi turbohřídelovými motory Rolls-Royce Gnome H.1400 o výkonu 1 400 hp (1 044 kW) každý.
A.101H
Projekt výkonnější verze s trupem prodlouženým o tři metry, poháněné motory General Electric T58.

## Uživatelé
- Itálie
  - Aeronautica Militare (jen testy)

## Specifikace (A.101G)

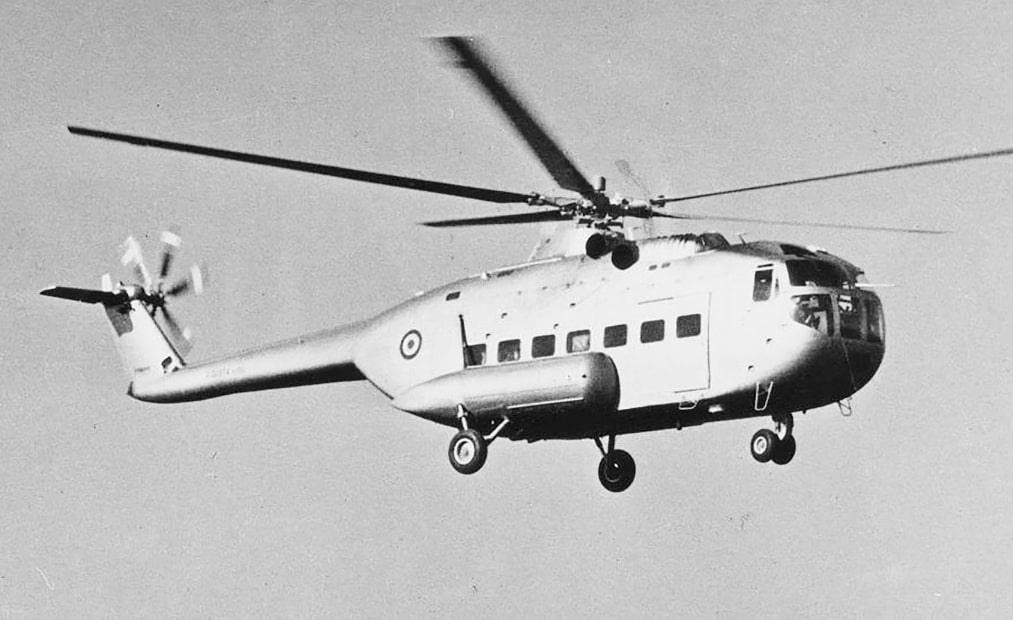
Agusta AZ.101G

Údaje podle Jane's All The World's Aircraft 1969–70

### Technické údaje
- Osádka: 2 (pilot a kopilot)
- Kapacita: 36 vojáků nebo 5 000 kg nákladu anebo 8 raněných na nosítkách a 5 ošetřovatelů
- Délka: 20,19 m
- Výška: 6,56 m
- Průměr nosného rotoru: 20,40 m
- Plocha nosného rotoru: 327 m²
- Prázdná hmotnost: 6 850 kg
- Vzletová hmotnost: 12 900 kg
- Pohonná jednotka: 3 × turbohřídelový motor Rolls-Royce Gnome H.1400
- Výkon pohonné jednotky: 1 044 kW (1 400 hp) každá

### Výkony
- Maximální rychlost: 241 km/h
- Dolet: 402 km
- Praktický dostup: 4 600 m[p 1]
- Stoupavost: 14,5 m/s